# Cabeço da Lambisca
O Cabeço da Lambisca é uma elevação portuguesa localizada no concelho das Lajes do Pico, ilha do Pico, arquipélago dos Açores.
Este acidente geológico tem o seu ponto mais elevado a 434 metros de altitude acima do nível do mar e encontra-se nas imediações do Cabeço do Carneiro e do Cabeço da Ribeira da Laje.